# Герб Каланчака
Герб Каланчака — офіційний символ Каланчака, затверджений рішенням сесії селищної ради.

## Опис
В нижній частині золотого щита три хвилясті лінії, що символізують річку Каланчак. В центрі щита перехрещені спис та рогатина, над ними скіфський тюльпан. У верхній частині герба чотири шестипромеменеві зірки, що символізують Чумацький Шлях. Знизу щит овитий червоною стрічкою з написом "Каланчак". Щит увінчано короною у вигляді трьох веж з мурами.

## Критика герба
Герб побудований за принципами португальської геральдичної системи, що не годиться для українських населених пунктів. Також не відповідає нормам геральдичної колористики накладання металевих фігур на металеві поля (срібні зірки на золотому полі) та використання негеральдичної коричневої емалі (древка списа та рогатини. Тому герб потребує коригування відповідно до усталених норм. 